# 1990 OE4
1990 OE4 är en asteroid i huvudbältet som upptäcktes den 30 juli 1990 av den amerikanske astronomen Henry E. Holt vid Palomarobservatoriet.
Asteroiden har en diameter på ungefär 5 kilometer.